# Tysニュース
tysニュース（ティーワイエスニュース）は、TYSテレビ山口で放送されているローカルニュース。
かつて放送されていたTYSニュースフラッシュ（ティーワイエスニュースフラッシュ）についてもこの項にて記す。

## 放送時間帯
- 昼：月～金『ひるおび』内『JNNニュース』11:50頃
- 夕方：土曜『報道特集』内17:44、日曜17:45（『Nスタ』に内包）
- 夜：月～木『news23』内23:50、金曜・日曜22:54、土曜23:24

※土日早朝、並びに『S☆1』本編終了後の各JNNニュースではローカル差し替えはなく東京発のニュースをそのまま流している（土日早朝はエリアの天気に差し替えるのみ）。かつては、不定期ではあるがクロージング（おやすみTYS）前にも放送されていた。